# Tmarus ampullatus
Tmarus ampullatus là một loài nhện trong họ Thomisidae.
Loài này thuộc chi Tmarus. Tmarus ampullatus được Ilka Maria Fernandes Soares miêu tả năm 1943.